# Medal „Upamiętnienia 300-lecia Petersburga”
Medal „W upamiętnieniu 300-lecia Sankt Petersburga” (ros. Медаль «В память 300-летия Санкт-Петербурга» ) – państwowe odznaczenie Federacji Rosyjskiej.

## Historia
Odznaczenia zostało ustanowione dekretem Prezydenta Federacji Rosyjskiej z dnia 19 lutego 2003 roku nr 210 dla upamiętnienia 300-lecia powstania miasta Sankt Petersburg w 1703 roku, jako wyróżnienia dla osób zasłużonych dla tego miasta.
Dekret Prezydenta Federacji Rosyjskiej z dnia 7 września 2010 roku nr 1099 o systemie odznaczeń państwowych nie wymienia tego odznaczenia jako odznaczenie państwowe, jak innych podobnych odznaczeń jubileuszowych ustanowionych wcześniej przez Prezydenta Federacji Rosyjskiej w latach 1996 – 2010.
Odznaczenie jest jednostopniowe.

## Zasady nadawania
Odznaczenie zgodnie ze statutem zawartym w dekrecie było nadawane:
- osobom uczestniczącym w obronie Leningradu w czasie II wojny światowej i odznaczonych medalem „za Obronę Leningradu”
- osobom, które mieszkały w Leningradzie w okresie blokady i zostały wyróżnione odznaką Жителю блокадного Ленинграда
- osobom, które w okresie blokady Leningradu pracowały w nim i zostały odznaczone państwowymi nagrodami.
- osobom nagrodzonym medalem 250-lecia Leningradu
- osobom, które wniosły szczególny wkład w rozwój Petersburga. [1]

Odznaczenie było nadawane tylko w roku 2003.

## Opis odznaki

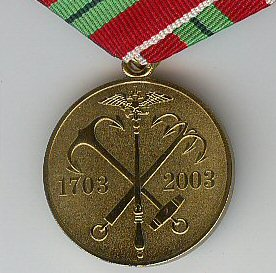
Odznaka medalu "W upamiętnieniu 300-lecia Petersburga

Odznaką medalu jest okrągły krążek o średnicy 32 mm, wykonany ze mosiądzu
Na awersie odznaczenia znajduje się profil z lewej strony Piotra Wielkiego z wieńcem laurowym na głowie. Wzdłuż krawędzi jest napis w języku rosyjskim В ПАМЯТЬ 300-ЛЕТИЯ САНКТ-ПЕТЕРБУРГА (pol. Na pamiątkę 300-lecia Sankt-Petersburga). 
Na rewersie medalu w środku berło zakończone herbem Rosji oraz dwie skrzyżowane kotwice, morska i rzeczna. Po obu stronach data 1703 i 2003.
Medal zawieszony był na wstążce orderowej o szer. 24 mm. Po bokach paski koloru białego o szer. 1 mm, następnie paski koloru czerwonego o szer. 7 mm, a w środku pasek o szer. 8 mm w barwach jak wstążka Medalu „Za obronę Leningradu”.